# Pelagornis sandersi
Pelagornis sandersi és una espècie extinta d'ocell volador que tenia una envergadura alar estimada d'entre 6,1 i 7,4 metres. Si l'envergadura alar màxima estimada era la certa, aquest seria l'ocell volador més gros que se sàpiga que hagi existit. Tindria una envergadura alar doble de la que té l'albatros viatger.
Fins al descobriment d'aquest ocell el que tenia més envergadura era l'extint Argentavis magnificens amb 4 m d'envergadura alar. P. sandersi va viure fa 25 milions d'anys durant el període Chatià de l'Oligocè. Probablement només podia envolar-se llençant-se des d'un penya-segat.

## Descobriment
L'únic fòssil de P. sandersi va ser desenterrat l'any 1983 en treballs de construcció de l'aeroport de Charleston, Carolina del Sud. L'ocell rep l'epítet específic Albert Sanders del Museu de Charleston on actualment es troba aquest fòssil.

## Comparació amb els pterosaures
Els animals més grossos que volaven segueixen sent els rèptils pterosaures com Hatzegopteryx i Quetzalcoatlus amb envergadures alars d'uns 10-11 metres.